# Colorectal Disease
Colorectal Disease, abgekürzt Colorectal Dis., ist eine wissenschaftliche Fachzeitschrift, die vom Wiley-Blackwell-Verlag im Auftrag folgender Gesellschaften veröffentlicht wird:
- Association of Coloproctology of Great Britain and Ireland
- European Society of Coloproctology
- Asociación Española de Coloproctología
- Malaysian Society of Colorectal Surgeons

Die Zeitschrift erscheint mit zwölf Ausgaben im Jahr. Es werden Arbeiten veröffentlicht, die sich mit Erkrankungen des Dick- und Mastdarms beschäftigen, wobei Arbeiten aus dem Bereich der Pathologie bevorzugt werden.
Der Impact Factor lag im Jahr 2014 bei 2,351. Nach der Statistik des ISI Web of Knowledge wird das Journal mit diesem Impact Factor in der Kategorie Chirurgie an 57. Stelle von 198 Zeitschriften und in der Kategorie Gastroenterologie und Hepatologie an 44. Stelle von 76 Zeitschriften geführt.